# Shéhérazade (Theaterstück)
Shéhérazade ist ein Theaterstück von Jules Supervielle aus dem Jahre 1949. 
Das Stück, für das Darius Milhaud und Georges Delerue in der Uraufführung durch Jean Vilar die Musik besorgten, schildert die Intrigen am Hofe Shariars und Scheherazades und bezieht sich dabei auf das Setting der Sammlung morgenländischer Erzählungen Tausendundeine Nacht. 
Shariar tötet alle seine Frauen nach der Hochzeitsnacht. Und nun will er die Tochter des Vesirs, die schöne Sheherazade, für sich gewinnen. Sheherazade ist klug und beginnt, jede Nacht eine Fortsetzungsgeschichte zu beginnen. Doch als sich Shariars Bruder Shazenian in Sheherazade verliebt und dies nach Einnahme eines Wahrheitstrunks gesteht, sperrt Shariar Sheherazade ein. Sie entflieht mit einem fliegenden Pferd. Shazenian begleitet sie. Doch Sheherazde hat einen Plan...
Eine Verfilmung entstand 1971 durch Pierre Badel mit Claude Jade (Shéhérazade), Pierre Michaël (Shariar), Alain Mottet (Shazenian), Anicée Alvina (Dinharzade) und Tsilla Chelton (Magierin).